# بیگ شو
 پل دونالد وایت جونیور (به انگلیسی: Paul Donald Wight, Jr) (زادهٔ ۸ فوریهٔ ۱۹۷۲) یک کشتی‌گیر حرفه‌ای آمریکایی است که با نام بیگ شو، در مسابقات کشتی حرفه‌ای شرکت می‌کند.
بیگ شو از سال ۱۹۹۵ تاکنون کشتی گیر بوده است در این رشته، و در مسابقات نوع راو فعال بوده‌است.
بیگ شو در هِل این اِ سِل (۲۰۱۳) با شکست شیمس صاحب قهرمانی سنگین‌وزن جهان شد و در سروایور سریز و تی ال سی از عنوانش دفاع کرد. پس از آن در اسمکداون عنوانش را به آلبرتو دلریو واگذار کرد.
از لقب‌های او می‌توان به "بزرگ‌ترین ورزشکار جهان" اشاره کرد. وی بهترین کشتی‌گیر سال ۱۹۹۶ از نظر دبیلودبیلوئی شناخته شده و در همان سال رتبهٔ دوم از پانصد کشتی‌گیر برتر را کسب کرد. وی ۲ بار قهرمان جهان دبیلوسی‌دبیلو شده‌است. همچنین در سال ۲۰۰۶ قهرمان ای‌سی‌دبیلو شد. وی ۴ بار قهرمان سنگین‌وزن جهان شده و کمربند ورلد تگ تیم را همراه افرادی چون د آندرتیکر، کین، کریس جریکو و د میز داشته. بیگ شو یک بار قهرمانی بین‌قاره‌ای را به‌دست آورده‌است. او یک بار هم قهرمان ایالات متحده شده‌است. بیگ شو قهرمانی تگ تیم دبیلوسی‌دبیلو را همراه افرادی چون لکس لوگر، استینگ و اسکات هال داشته‌است. در دبیلوسی‌دبیلو درگیری‌هایی با هالک هوگن و کوین نش داشت.
در الیمینیشن چمبر (۲۰۱۴) بیگ شو مقابل آلبرتو دل ریو برای قهرمانی کمربند سنگین‌وزن جهان قرار گرفت که آن مسابقه با پیروزی دل ریو به پایان رسید، پس از آن بیگ شو در مسابقهٔ چهارنفره (به انگلیسی: Fatal 4-Way) در ماندی نایت راو مقابل رندی اورتن، شیمس و سی ام پانک قرار گرفت که پیروز این مسابقه باید مقابل آندرتیکر در رسلمانیا ۲۹ قرار می‌گرفت و سی ام پانک پیروز شد، بعد از مسابقه گروه شیلد یعنی سث رالینز، رومن رینز، دین امبروز به بیگ شو حمله ورشدند و حرکت پاوربمب سه‌گانه را روی او انجام دادند. در ادامهٔ درگیری‌ها بیگ شو در حملهٔ گروه شیلد به کمک شیمس و رندی اورتن آمد و در رسلمانیا ۲۹ بیگ شو، اورتن و شیمس مقابل گروه شیلد قرار گرفتند اما در پایان رقابتشان از این گروه شکست خوردند.
در اسمک‌داون همان هفته بیگ شو مقابل شیمس و اورتن شکست خورد و در اکستریم رولز سال ۲۰۱۴ مقابل اورتن باخت، کمی بعد بیگ شو به مرخصی رفت و پس از بازگشتش دوباره به درگیری با گروه شیلد ادامه داد البته با همراهی مارک هنری و راب ون دام که آن‌ها طی مسابقهٔ تگ تیم سه‌نفرهٔ توانستند گروه شیلد را شکست دهند. در سامراسلم راب ون دام که برای عنوان ایالات متحده به مصاف دین امبروزرفته بود بیگ شوومارک هنری درکناررینگ اوراهمراهی می‌کردند امامسابقه با اسپیر رومن رینز با قانون ردصلاحیت به نفع راب ون دام به پایان رسید و کمربند به او نرسید. در بتل گرند بیگ شو درمسابقهٔ اورتون مقابل دنیل بر این برای عنوان دبیلودبیلوای چمپیون دخالت کرد و آن مسابقه نیمه کاره باقی ماند. شب بعد در راو استفنی مک ماهون بیگ شو را اخراج کرد. در شب بعد از پی‌پرویو هل این اسل بیگ شو به دبیلودبیلوای بازگشت و در همان شب درمسابقه‌ای هندیکپ مقابل گروه شیلد و رندی اورتون قرارگرفت. درسوروایورسریز۲۰۱۳اورتون مقابل بیگ شو برای قهرمانی دبیلودبیلوای قرارگرفت که این مسابقه با دخالت مدیران کمپانی، یعنی تریپل اچ، استفنی مک ماهون و کِین به نفع اورتون به پایان رسید. در راو، بیگ شو و جان سینا مقابل اورتون و آلبرتو دلریو پیروز شدند. در تی ال سی ری میستریو و بیگ شو برای کسب قهرمانی تگ تیم موفق نبودند اما در ماندی نایت راو گلداست و کودی ردز را شکست دادند. در رویال رامبل ۲۰۱۴ بیگ شو مقابل براک لزنر شکست خورد. در رسلمانیا ۳۰ در بتل رویال آندره د جیانت توسط سزارو حذف شد.
بازگشت بیگ شو: بیگ شو در نووی اوت سال ۲۰۰۸ به میادین بازگشت و در آن‌جا بعد از مسابقهٔ ری میستریو مقابل ادج به ری میستریو حمله‌ور شد. بعدها در نومرسی ۲۰۰۸ مقابل آندرتیکر پیروز شد و به همکاری با چاووگویرو، ادج و ویکی گویرو پرداخت. در سایبرساندی سال ۲۰۰۸ بیگ شو در یک مسابقهٔ لست من استندینگ مقابل آندرتیکر شکست خورد و در سوروایور سریز همان سال در یک مسابقهٔ کاسکت مقابل آندرتیکر شکست خورد. در رویال رامبل ۲۰۰۹ بیگ شو به‌عنوان نفر آخر وارد شد و در آن‌جا توسط رندی اورتن حذف شد اما بعد از آن بیگ شو آندرتیکر را حذف کرد. در الیمنشن چمبر بیگ شو برای کسب قهرمانی دبیلودبیلوای که در آن زمان در برند اسمکدان قرار داشت مقابل کشتی‌گیرانی چون تریپل اچ، ولادیمیر کوزلو، ادج، آندرتیکر، جف هاردی قرار گرفت که ناکام ماند. در شوماندی نایت راو هنگامی که ادج و بیگ شو در حال امضاءکردن قراردادنامهٔ رسلمانیا ۲۵ برای عنوان سنگین‌وزن جهان بودند جان سینا وارد سالن شد و طبق صحبت‌هایی که انجام داد این مسابقه به تریپل ترت تبدیل شد و در آن مسابقه که درهیوستون تگزاس برگزار شد، سینا برندهٔ مسابقه شد. در بکلش ۲۰۰۹ در مسابقهٔ لست من استندینگ بین جان سینا و ادج، بیگ شو علیه جان سینا دخالت کرد و موجب مصدومیت او شد. در جاجمنت دی و اکستریم رولز بیگ شو و جان سینا مقابل یکدیگر قرار گرفتند که سرانجام این درگیری ها با پیروزی جان سینا به اتمام رسید. بیگ شو به‌همراه کریس جریکو صاحب قهرمانی تگ تیم شد ولی عنوانشان را در تی‌ال‌سی به شان مایکلزو تریپل اچ واگذار کردند. عمدهٔ درگیری‌های بیگ شو در سال ۲۰۱۵ با د میز و به‌خصوص با رایبک به دست‌آوردن کمربند بین‌قاره‌ای بود اما بیگ شو در این راه ناموفق بود و شکست‌های متعددی را در برابر رایبک تجربه کرد او الان در کمپانی AEW گزارشگر است ولی بعضی مواقع هم بازی میکند.

## افتخارات
- ۲ بار قهرمانی کمربند سنگین وزن WCW
- ۲ بار قهرمانی کمربند دبلیودبلیوئی
- ۲ بار قهرمانی کمربند سنگین‌وزن جهان دبلیودبلیوئی
- ۱ بار قهرمانی کمربند (ECW)
- ۱ بار قهرمانی کمربند ایالات متحده دبلیودبلیوئی
- ۱ بار قهرمانی کمربند بین قاره‌ای دبلیودبلیوئی
- ۳ بار قهرمانی کمربند هاردکُر
- ۳ بار قهرمانی کمربند تگ تیم WWE: یکبار با کین - یکبار با کریس جریکو - یکبار با د میز
- ۵ بار قهرمانی کمربند تگ تیم جهان: ۲ بار با آندرتیکر - یکبار با کین - یکبار با کریس جریکو - یکبار با د میز
- ۳ بار قهرمانی کمربند تگ تیم WCW: یکبار با اسکات هال - یکبار با استینگ - یکبار با لکس لوگر
- دریافت جایزه یادبود آندره د جاینت